# Угода про обмеження системи протиракетної оборони
Договір про обмеження системи протиракетної (ПРО) підписаний 26 травня 1972 року США і СРСР. Термін дії договору не обмежувався, але договір міг бути в будь-який момент розірвати будь-якої із підписуючих сторін.
Договір зафіксував зобов'язання сторін відмовитися від створення, випробування і розгортання системи чи компонентів ПРО морського, повітряного чи мобільно-наземного базування для боротьби із стратегічними балістичними ракетами, а також не створювати системи ПРО на території країни.
Кожна сторона взяла на себе зобов'язання мати не більше двох систем ПРО (навколо столиці і в районі зосередження пускових установок міжконтинентальних балістичних ракет), де в радіусі 150 кілометрів могло бути розгорнуто не більше 100 пускових нерухомих протиракетних установок. Пізніше, в липні 1974 року, за додатковим протоколом до цього Договору, дозволялося мати тільки одну таку систему: або навколо столиці, або в районі пускових установок МБР (для СРСР — з центром у столиці; для США — на базі Гранд-Форкс).
13 грудня 2001 року президент США Джордж Буш-молодший повідомив про односторонній вихід США з Договору, після чого, відповідно до положень договору, він зберігав силу ще протягом 6 місяців, до 12 червня 2002 року.

## Історія
У 1960-х роках поява перших систем стратегічної протиракетної оборони сформувало певний дисбаланс у стратегічному паритеті ядерних сил між СРСР і США. Хоча перші комплекси мали лише обмежені можливості, жодна зі сторін не могла гарантувати, що в майбутньому опонент не створить досить ефективну систему стратегічної протиракетної оборони, здатну захистити його територію від ракетного нападу.

### Фундаментальна логічна проблема протиракетної оборони
Фундаментальною проблемою протиракетної оборони було те, що надаючи захист території, стратегічна ПРО парадоксальним чином збільшувала загрозу експансії будь-якого конфлікту і переростанню його в ядерну війну. Пояснювалося це таким чином:
1. Протиракетна оборона не може бути абсолютною: завжди існує ймовірність, що якась кількість боєголовок пройдуть оборону.
2. Чим менше ракет буде запущено противником, тим більше ефективність протиракетної оборони.
3. Таким чином, у разі конфронтації сторона, що має протиракетну оборону, має стимул завдати удару першою і вивести з ладу максимальне число ракет ворога до їхнього запуску.
4. Сторона, яка не має протиракетної оборони, але знає про існування такої у ворога, повинна враховувати її в своїх розрахунках.
5. Сторона, яка не має протиракетної оборони, розуміє, що противник (див. Пункт 3) має стимул завдати удару першим.
6. Відповідно, сторона, що не має протиракетної оборони, також має стимул завдати удар першою, щоб випередити можливий превентивний удар противника.

У результаті цього логічного циклу ймовірність ескалації будь-якого конфлікту до глобальної ядерної війни підвищувалася експоненціально[прояснити] з огляду на взаємну недовіру і взаємних побоювань, що противник завдасть удар першим. Глобальна протиракетна оборона підривала основи доктрини взаємного гарантованого знищення — стримування від агресії усвідомленням того, що атакований однаково зуміє відповісти потужним ядерним ударом.

## Договір про обмеження протиракетної оборони
Ще в 1967 році була вперше озвучена ідея укласти двосторонню угоду між ворогуючими блоками про взаємну відмову від розгортання стратегічної ПРО. Ідея була в тому, що, гарантувавши свою відкритість для удару у відповідь супротивника, обидві сторони знизять ймовірність ескалації політичних конфронтацій і переходу їх в тотальну ядерну війну (так як агресор буде усвідомлювати, що не має шансів уціліти). Крім того, обидві сторони вже почали відчувати негативний ефект величезних витрат на гонку озброєнь: створення нових систем стратегічної ПРО неминуче спричинило б за собою як гігантські витрати, так і величезні витрати на створення озброєнь, здатних таку долати.
З іншого боку, військові не хотіли повністю відмовлятися від систем стратегічної протиракетної оборони. У 1960-х роках існували серйозні побоювання щодо можливого контрсіловой, або інакше — обеззброюючого удару. Передбачалося, що агресор може спробувати завдати раптового і несподіваного удару по стратегічних об'єктах і ядерним силам опонента, щоб паралізувати його командну систему і обмежити можливості відповідного ядерного удару.
Нарешті, з третьої точки зору, розвиток технологій в перспективі могло призвести до створення більш досконалих систем протиракетної оборони, вигоди від розгортання яких перевищили б політичні проблеми. Крім того, існували побоювання щодо можливості розгортання ядерно-ракетної зброї третіми країнами (наприклад, Китаєм), що не входять в договір по ПРО.
Підсумковий договір відбивав компромісний підхід:
- Договір забороняв розгортання (але не розробку) нових систем стратегічної протиракетної оборони.
- Договір дозволяв обом сторонам розгорнути два району стратегічної ПРО з не більше ніж 100 протиракетами в кожному для прикриття своїх найбільш важливих об'єктів — столиці і місць базування ядерної зброї — від обеззброюючого удару.
- Договір передбачав можливість одностороннього розірвання його будь-який з сторін, що підписали з попереднім повідомленням другої сторони, в разі якщо будь-яка зі сторін вважатиме, що договір не забезпечує більш її інтересів.
- Договір ніяк не обмежував створення систем тактичної протиракетної оборони, що не спрямованих на захист від МБР.

Доповнення до договору від 1974 року скоротило число розгортається кожною стороною районів ПРО до одного (в першу чергу тому, що жодна зі сторін паче не вважала за потрібне розгортання двох районів).

## Припинення дії договору

### Порушення договору
У 1983 році розвідка США виявила факт будівництва РЛС 90Н6 «Дарьял-У» в Енисейске-15, в районі Красноярська. За спогадами генерала Ненашева, вона була побудована для закриття неспостережуваного проміжку в СПРН всупереч запереченням фахівців військ ППО про «нелегальному» статус такої станції. Хоча радянські дипломати заявляли, що ця РЛС призначалася для спостереження за космічними апаратами (за словами Ненашева, це була легенда, придумана в Генштабі в припущенні про те, що американці не зможуть зрозуміти справжнє призначення радіолокатора), її можливості безумовно дозволяли використовувати станцію як частина системи ПРО. Таким чином, розгортання подібних РЛС у глибині території країни було порушенням договору, і радянське керівництво було змушене визнати, що проявило принаймні необачність в питанні розташування станції. У 1990—1991 роках станція була демонтована.
США здійснили часткове порушення договору по ПРО, передавши на територію Норвегії РЛС «Глобус-2», випробувану в якості елемента ПРО, і задіявши її в лютому 2001 року. Хоча формально дана РЛС була побудована норвежцями і використовувалася для стеження за космічними апаратами, існує можливість використання її в якості РЛС системи ПРО, що може бути витлумачено як порушення якщо не букви, то духу договору.
Нова хвиля сумнівів щодо істинних завдань «Глобуса-2» піднялася в 2000 році, коли штормом з антени РЛС був зірваний захисний кожух, і виявилося, що вона орієнтована в напрямку території Росії. Редактор місцевої газети з іронією прокоментував цей факт наступним чином: «Я не є експертом, але завжди думав, що космос перебуває на небі». Офіційні ж особи спробували відговоритися тим, що станція «перебувала в стадії випробувань, тому спрямованість антени на Росію була простою випадковістю».
Пристрасті навколо радара продовжували загострюватися. З'ясувалося, що розробник системи компанія «Рейтер» з самого початку на старті 1990-х років проектувала і створювала радіолокаційну станцію AN / FPS-129 («Хевстеар», що отримала в Норвегії назву «Глобус-2») для збору повної інформації про балістичні ракети (відстеження ж повітряної і космічної обстановки вважалося вторинної завданням). Згідно із наявним у США планам, локатор передбачалося максимально широко використовувати в інтересах ПРО. Про це власне говорили і технічні характеристики станції: робоча частота — 10 ГГц (Ікс-діапазон), дальність виявлення цілей — до 45 тис. км, здатність визначати об'єкти розміром від 1 до 10 см.
І ось 22 січня 2004 року Фіннмаркская редакція НРК повідомила, що згідно з доповіддю, підготовленою членами американського Конгресу, радар, який є єдиним у своєму роді і здатний розпізнавати об'єкти розміром з тенісний м'яч, здійснює безперервну передачу отриманих даних у центри космічного стеження США в штатах Колорадо і Вашингтон. Надбанням гласності (хоча ця інформація засекречена) стало те, що Вашингтон сплатив всі витрати, пов'язані з «Глобусом-2» і склали 800 млн. Норвезьких крон (близько 123 млн доларів). У документі конгресменів підкреслювалася «важливість використання РЛС».
Причини такої пильної уваги з-за океану до нібито виключно норвезькому об'єкту стали зрозумілі трохи пізніше, коли 12 жовтня 2005 року НРК навела висловлювання старшого наукового співробітника Норвезького центру космічних досліджень Тер'є Валь. Фахівець повідомив, що радіолокаційна станція контролю космічного простору «Глобус-2» активно використовувалася під час реалізації першої фази операції коаліційних сил «Свобода Іраку» в березні-квітні 2003 року. За словами Тер'є Валя, РЛС дозволила значно підвищити ефективність використання орбітальної супутникового угруповання, що здійснювала стеження за іракської територією і наведення високоточної зброї.
Але ще ясніше щодо справжніх завдань радіолокаційної станції висловився представник Міністерства оборони США Філіп Койл. Згідно газеті «Афтенпостен» (Норвегія) від 11 жовтня 2005 року, він заявив, що «Глобус-2» є «важливу складову американської програми протиракетної оборони». Тим самим чиновник Пентагону фактично дезавуював раніше звучали з боку норвезького військового відомства твердження, що радар ніяк не пов'язаний з НПРО Сполучених Штатів і призначений виключно «для пошуку, супроводу та стеження за космічними об'єктами».

### Програма СОІ
У 1983 році, через 11 років після підписання договору, президент Рейган розпорядився почати новий цикл розробок в області стратегічної протиракетної оборони. Кабінет Рейгана припускав, що розвиток технологій за десять років уможливило створення систем стратегічної протиракетної оборони заснованих на нових принципах, які будуть працювати більш ефективно.
У рамках програми СОІ розглядалася можливість створення надзвичайно комплексної системи стратегічної протиракетної оборони, розрахованої на протистояння масованій атаці сучасних міжконтинентальних балістичних ракет. Для максимального підвищення ефективності системи її основним ешелоном мало стати ураження злітають балістичних ракет у процесі розгону (коли ракети найбільш уразливі і легко відслідковуються) за допомогою системи орбітальних або суборбітальних платформ, озброєних різноманітними видами нестандартного озброєння: лазерами, кінетичними перехоплювачами тощо.
На розробку проекту СОІ були витрачені значні ресурси, але хоча в цілому ряді областей були досягнуті вражаючі наукові прориви, в результаті стало ясно, що завдання — оборона території США від масованого ракетного нападу з застосуванням сучасних балістичних ракет і засобів подолання — вирішена бути в даний час не може. Основною проблемою було, що опонент (СРСР) у відповідь на розробку СОІ почав би розробку контрзаходів: у результаті, ефективність всієї системи СОІ залежала від того, наскільки точно зможуть інженери США передбачити перспективні радянські контрзаходи. В середині 1990-х років програма СОІ була закрита в зв'язку з закінченням Холодної війни, хоча роботи по окремим найбільш перспективним компонентів продовжилися.
Однак, роботи по СОІ підтвердили, що можливе створення глобальної системи ПРО, здатної надійно захистити територію США від обмеженого ракетного нападу з застосуванням невеликої кількості ракет.

### Вихід США з договору
Наприкінці 1990-х років військові аналітики США прийшли до висновку, що угода з протиракетної оборони перестає відповідати інтересам США. За минулі з моменту його укладення десятиліття ракетні і ядерні технології (основи яких були створені ще в 1950-х роках) стали широко доступні:
- У 1998 році ядерною державою став Пакистан.
- Ще в 1990-х роках ядерну зброю було розроблено ПАР. І хоча в подальшому ця країна відмовилася від ядерної військової програми, сам факт, що знаходилося в часткової ізоляції держава зуміла самостійно створити ядерну зброю, означав, що подібний приклад може бути повторений.
- Під час ірано-іракської війни і в подальшому — під час війни в Перській затоці, Ірак продемонстрував здатність створити далекобійні балістичні ракети на базі радянських Р-17.

Все це призвело до того, що США визнали за необхідне створення протиракетної оборони обмеженою потужності, що дозволяє уникнути ядерного шантажу з боку третіх країн, які мали у своєму розпорядженні ядерну зброю або могли його створити в перспективі.
У 2001 році США оголосили про вихід з договору, згідно з установленим порядком, попередивши про це Росію за 6 місяців до розірвання. У 2002 році договір по ПРО припинив роботу.

## Інше
Валентин Фалін відзначав: «Візьміть договори з США про СНО і ПРО 1972—1973 рр. Адміністрація Рейгана пустилася в їх „розширене тлумачення“, все поставило з ніг на голову. Ці вправи не зустріли належної відсічі». Однак слід зауважити, що договір забороняв тільки розгортання систем протиракетної оборони, але не їх розробку і випробування.
Під час візиту М. Олбрайт в Росію в січні 1999 року в її розмові з Б. М. Єльциним останній висловив стурбованість діями Вашингтона в зв'язку з переведенням у практичну площину робіт зі створення національної системи протиракетної оборони, у відповідь М. Олбрайт наголосила прихильність США Договору по ПРО.
Американське сприйняття Договору добре ілюструють тези, висловлені президентом США Бушем 1 травня 2001 р, згідно з якими Договір по ПРО "заснований на доктрині, відповідно до якої саме наше виживання може бути забезпечено найкращим чином, якщо обидві сторони залишаться повністю відкритими і уразливими для ядерної атаки «, що було названо їм порочної логікою часів» холодної війни ", яка не підходить для сьогоднішнього світу. Ми повинні, стверджував президент, прагнути до безпеки, заснованої на щось більше, ніж похмура посилка «взаємного гарантованого знищення».
На думку голови Ради з питань оборонної політики США Річарда Перла (2001), договір по ПРО мав сенс тільки в контексті холодної війни, в атмосфері побоювань, коли СРСР і США повинні були застрахувати себе від спокуси у противника нанести удар першим під прикриттям ракетного щита. Перл вважає, що в тих умовах відіграло роль не обрушити доктрину взаємного гарантованого знищення, яка запобігала агресію. В подальшому, на його думку, логічний контекст існування такого договору відпав.
Міністр закордонних справ Росії Ігор Іванов зазначав (2002): "Що стосується договору по ПРО, це односторонній вихід Сполучених Штатів. Росія протягом останніх років робила і зробила багато, щоб не допустити розвалу договору по ПРО. Останній приклад приведу: в минулому році, буквально незадовго до рішення адміністрації Буша про вихід, нам вдалося добитися на Генеральній Асамблеї ООН ухвалення резолюції в підтримку договору по ПРО, її підтримали в понад 80 державах. Проти висловилися лише США, Ізраїль, Мікронезія і Парагвай. Тобто, рішення США вийти з договору по ПРО — це було не тільки направлено, як дехто вважає, проти Росії. Це було направлено проти міжнародної спільноти, переважної більшості держав, які виступали за збереження договору по ПРО ".
1) Сфера протиракетної оборони стає складовою суперництва між державами, вважають в Міністерстві оборони США. «Китай і Росія розробляють все більш потужні і численні системи протиракетної оборони і інтегрують їх у свої оборонні стратегії, оскільки вони конкурують зі Сполученими Штатами», — сказав представник Міністерства оборони США. Відповідний пресреліз був розміщений на офіційному сайті оборонного відомства.
2) 21 липня 2020 року спецпредставник президента США з контролю над озброєннями Маршалл Біллінгслі заявив, що Сполучені Штати в ході переговорів з Росією по контролю над озброєннями «абсолютно точно» не стануть брати на себе будь-які зобов'язання щодо обмежень у сфері протиракетної оборони.